# Herinneringsmedaille Fort Honswijk 1914-1915
De Herinneringsmedaille Fort Honswijk 1914-1915 is een particuliere onderscheiding. De meeste van deze particuliere onderscheidingen mogen officieel niet op militaire uniformen worden gedragen. Voor de veteranen die in burger zijn en hun onderscheidingen willen dragen gelden deze bepalingen niet. In het Fort Honswijk lagen in de Eerste Wereldoorlog gemobiliseerde- en beroepsmilitairen gelegerd. Zij bewaakten de Hollandse Waterlinie die Holland en de grote steden tegen een aanval over land moest verdedigen.
Dat er voor de ongeveer driehonderd militairen een medaille werd geslagen is bijzonder, elders gebeurde dat niet en Nederland was uiterst terughoudend en zuinig bij het decoreren van de militairen. Het Mobilisatiekruis dat na de oorlog werd ingesteld moest men zelf bestellen en ook zelf betalen.
De ronde bronzen medaille heeft een diameter van bijna drie millimeter en ze werd geslagen ter herinnering aan één jaar mobilisatie en uitgereikt aan de manschappen van de bezetting van het Fort Honswijk. De bezetting van deze vesting in de Hollandse Waterlinie was erg saamhorig want in 1934 werd een Reünistenkruis Fort Honswijk 1914-1934 aan 326 veteranen uitgereikt.
De medaille zal het initiatief van de commandant zijn geweest.

## Het versiersel
De voorzijde van de medailles vertoont twee gekruiste kanonnen met daaronder twee gekruiste geweren met bajonet. Daaronder staat de tekst "WIJ HANDHAVEN BEZETTING FORT HONSWIJK". Rondom de medaille staat het omschrift "HET VADERLANDT GHETROUWE ZIJN WIJ TOT IN DEN DOET". Een niet geheel correct citaat uit het Wilhelmus.
Op de keerzijde van de medailles is binnen het omschrift "N.H. WATERLINIE STAAT VAN OORLOG" de opdracht "TER HERINNERING AAN HET EERSTE BEZETTINGSJAAR 1914-2-8-1915" te lezen.
Men droeg de medaille aan een Nassausch blauw met aan weerszijden smalle witte en rode banen op de linkerborst.